# Per Erik Persson
Per Erik Persson, född 16 februari 1923 i Jämjö församling, Blekinge län, död 15 oktober 2019, var en svensk teolog.
Persson studerade vid Lunds universitet och blev teologie kandidat 1950, filosofie kandidat 1952, teologie licentiat 1953 och  teologie doktor 1957 på avhandlingen Sacra doctrina: en studie till förhållandet mellan ratio och revelatio i Thomas' av Aquino teologi. Samma år fick han en docentur i dogmatik med symbolik. Han blev t.f. professor 1962 och var ordinarie professor i systematisk teologi vid nämnda universitet 1963-89 och prorektor 1980-83. Han handledde ett tjugotal doktorander till teologie doktorer och var mycket aktiv i att modernisera den teologiska och religionshistoriska utbildningen vid universiteten. Han företrädde Lutherska Världsförbundet i de ekumeniska samtalen med Katolska kyrkan 1967–1972. Han var sedan aktiv i Lutherska Världsförbundets Faith and Order Kommitté. Han var en mycket anlitad föreläsare kring moderniseringen av Svenska kyrkans olika ritualer.
Persson invaldes som ledamot av Humanistiska Vetenskapssamfundet i Lund 1964. Han promoverades till teologie jubeldoktor 2007. 
En av hans mest spridda skrifter är Att tolka Gud i dag: debattlinjer i aktuell teologi (1970, utökad upplaga 1971).

## Övriga skrifter i urval
- Romerskt och evangeliskt (1959, andra omarbetade upplagan 1965)
- Kyrkans ämbete som Kristus-representation: en kritisk analys av nyare ämbetsteologi (1961)
- Skriften och kyrkan: studieplan till Andra Vatikankonciliets dogmatiska konstitution om den gudomliga uppenbarelsen (1967)
- Kyrkorna i världen: ekumenik i dag (1967)
- Kyrkornas bekännelser: kort handbok i symbolik (1970)
- Dopet - en livstydning: om dopets innebörd och liturgi (tillsammans med Lars Eckerdal, 1979)
- Kyrkans bekännelsefråga (tillsammans med Birger Gerhardsson, 1985, andra upplagan 1988)
- Vad står svenska kyrkan för? (tillsammans med Lars Eckerdal och Birger Gerhardsson 1989)